# Las Anacuas
Las Anacuas är en ort i Mexiko.   Den ligger i kommunen Reynosa och delstaten Tamaulipas, i den nordöstra delen av landet, 700 km norr om huvudstaden Mexico City. Las Anacuas ligger 65 meter över havet och antalet invånare är 189.
Terrängen runt Las Anacuas är platt. Runt Las Anacuas är det ganska tätbefolkat, med 185 invånare per kvadratkilometer. Närmaste större samhälle är Reynosa, 9,4 km norr om Las Anacuas. Trakten runt Las Anacuas består till största delen av jordbruksmark.